# Salvador Célia
Salvador Antonio Hackmann Célia (Porto Alegre, 24 de outubro de 1940 – Porto Alegre, 9 de junho de 2009) foi um  médico psiquiatra infantil e professor.
Salvador formou-se pela Universidade Federal do Rio Grande do Sul em medicina no ano de 1965 e especializou-se em psiquiatria da infância e adolescência, realizando seu pós-doutorado na Universidade da Califórnia em Los Angeles. Deixando como principal legado uma obra póstuma nomeada de: "A Obra de Salvador Celia: Empatia, Utopia e Saúde Mental das Crianças".

## Idealizações e legado
Foi idealizador do evento "Semana do Bebê" com a sua primeira edição na cidade de Canela no ano de 2000. Evento este reconhecido pela UNICEF no qual o Dr. Salvador exerceu o papel de de consultor no Brasil entre os anos de 2002 e 2009 em sua morte. Tendo atualmente 10 edições realizadas na cidade de Gramado e sendo replicada em diversas outras cidades do Brasil e sendo inspirador do "Dia Nacional do Bebê" no Uruguai.
Durante seu trabalho em escolas, Salvador percebeu a importância da utilização do teatro como um estimulo no desenvolvimento infantil, assim auxiliando na popularização das atividades teatrais nas escolas o que acabou contribuindo para a criação do Festival de Teatro de Canela.
Em seu legado são memoráveis diversas influências em outros autores do assunto como o Bertrand Cramer e Bernard Golse. Além do auxilio na formação de diversos profissionais da saúde em suas aulas ministradas na Universidade Luterana do Brasil entre os anos de 1996 e 1999.

## Prêmios e Honrarias
- Tornou-se membro honorário da Academia Nacional de Medicina Uruguaia em 2006;
- Tornou-se membro de honra da Associação de Psiquiatria para Infância e Adolescência do Uruguai em 1993;
- Venceu o Prêmio Sonia Bemporad em Amsterdam no ano de 2002;
- Tornou-se cidadão emérito da cidade de Porto Alegre;
- Tornou-se cidadão da cidade de Canela.

## Homenagens
Diversas homenagens são resultantes dos trabalhos do médico, entre as notáveis:
- Recebe o nome de um prêmio estadual da Secretaria de Saúde Rio Grande do Sul, o Prêmio Salvador Celia. Que tem como objetivo reconhecer o trabalho no território do Rio Grande do Sul de profissionais que trabalham em prol da primeira infância.[8]
- Possui seu busto esculpido na cidade de Canela, juntamente com uma placa que possui os dizeres: "reconhecimento da comunidade canelense pelo importante trabalho em beneficio dos nossos bebês".[9]
- Possui uma rua em seu nome no bairro Mario Quintana na cidade de Porto Alegre.[7]
- Homenageado pelos acadêmicos de medicina da Universidade Luterana do Brasil pelos seus trabalhos dentro e fora da universidade, a atlética universitária de medicina da ULBRA recebe seu nome, Associação Atlética Acadêmica Salvador Célia (AAASC).[10]
- Homenageado pelo escritor e médico Celso Gutfreind em um poema nomeado de "Poema ao Salvador".[2]